# JR東日本KiHa E200型柴聯車

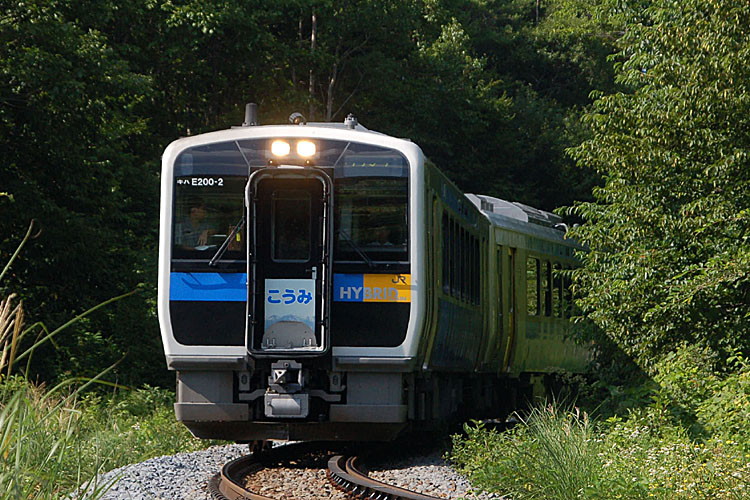
行駛中的小海號，車頭前方可以見到寫有列車暱稱的頭牌。

JR東日本KiHa E200型柴聯車（JR東日本キハE200形気動車）是一款由東日本旅客鐵道（JR東日本）開發並實際投入營運的一般型柴聯車（DMU）。除了一般DMU上常見的柴油引擎與電動馬達之外，E200還額外搭載了大容量的鋰離子蓄電池可倚靠純電力模式行駛，是世界上第一款實際投入營運的串聯式混合動力鐵路車輛。JR東日本以先期預產的三輛E200投入旗下山區鐵路線小海線的日常營運，並賦予其「小海號」（こうみ，Koumi）的暱稱，利用實際營運收集相關的資料，作為日後將混合動力技術普及化的參考。

## 歷史

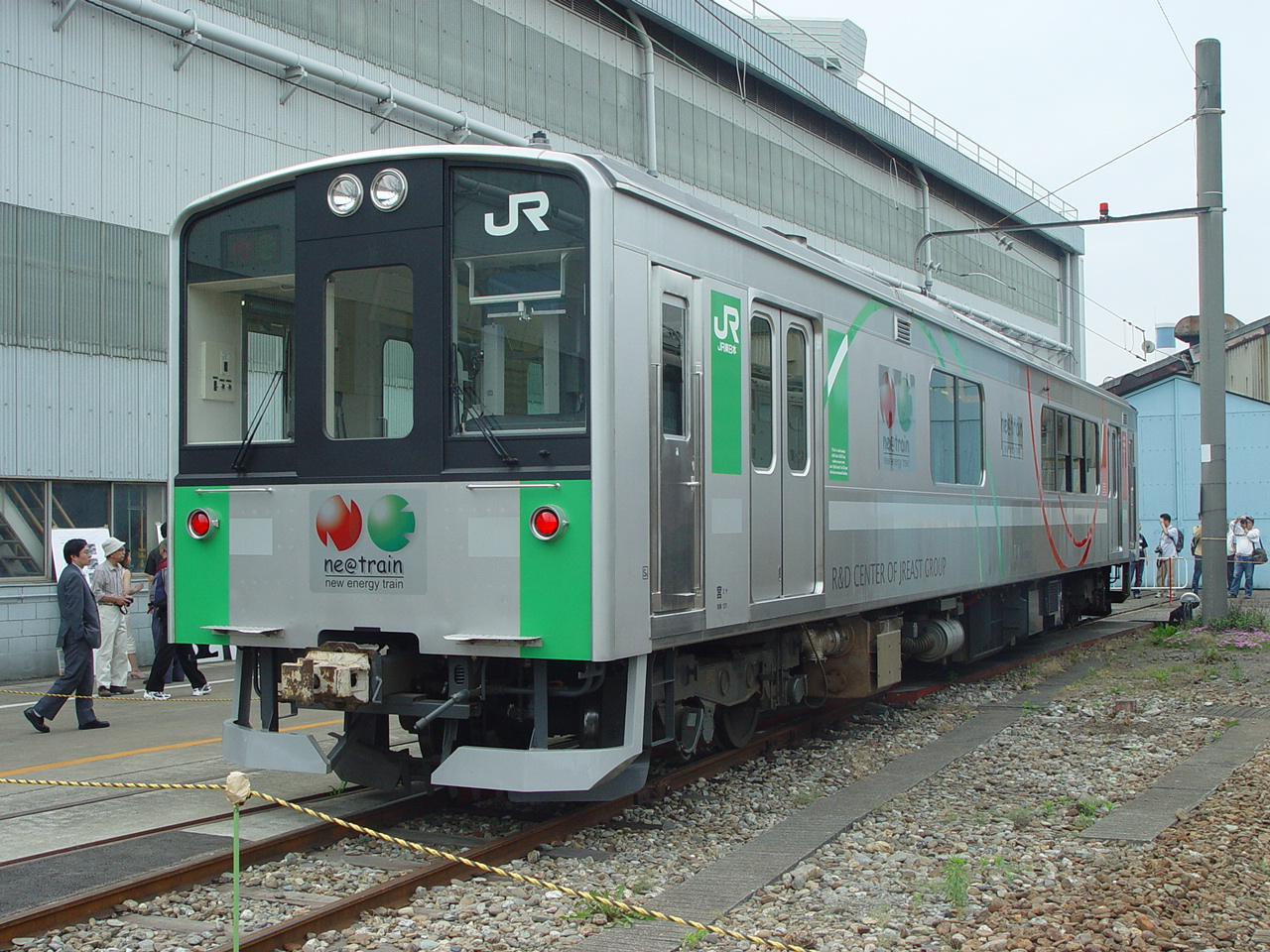
Kiha E200型的開發基礎——由JR東日本研發部門與JR總研合作開發的混合動力實驗車、KiYa E991型。（2004年時攝於JR大宮工廠）

KiHa E200型的開發最早可以回溯至2003年時由JR東日本與鐵道綜合技術研究所（JR總研）所合作開發、被暱稱為「NE Train」（NEトレイン）的KiYa E991型（キヤE991形）實驗車。根據E991型的實驗結果，JR東日本委託東急車輛製造打造三輛試產車，於2006年末出廠，並在2007年（平成19年）7月31日時配屬至小海線營業所，於旗下的高海拔山區路線——小海線進行營運，成為全世界最早投入實際營運的混合動力車輛。
利用KiHa E200試產車實際投入營運的過程中所收集到的各種資料，JR東日本在2010年時推出了第一款正式量產的混合動力列車、觀光用一般柴聯車HB-E300系。JR東日本計畫在以
E200投入運行兩年之後所收集到的資料，作為是否將該車型全面導入量產的檢討基礎，甚至評估並考慮利用它來替換小海線上所使用的其他KiHa 110系車輛，但具體的計畫尚未發表。

## 設計

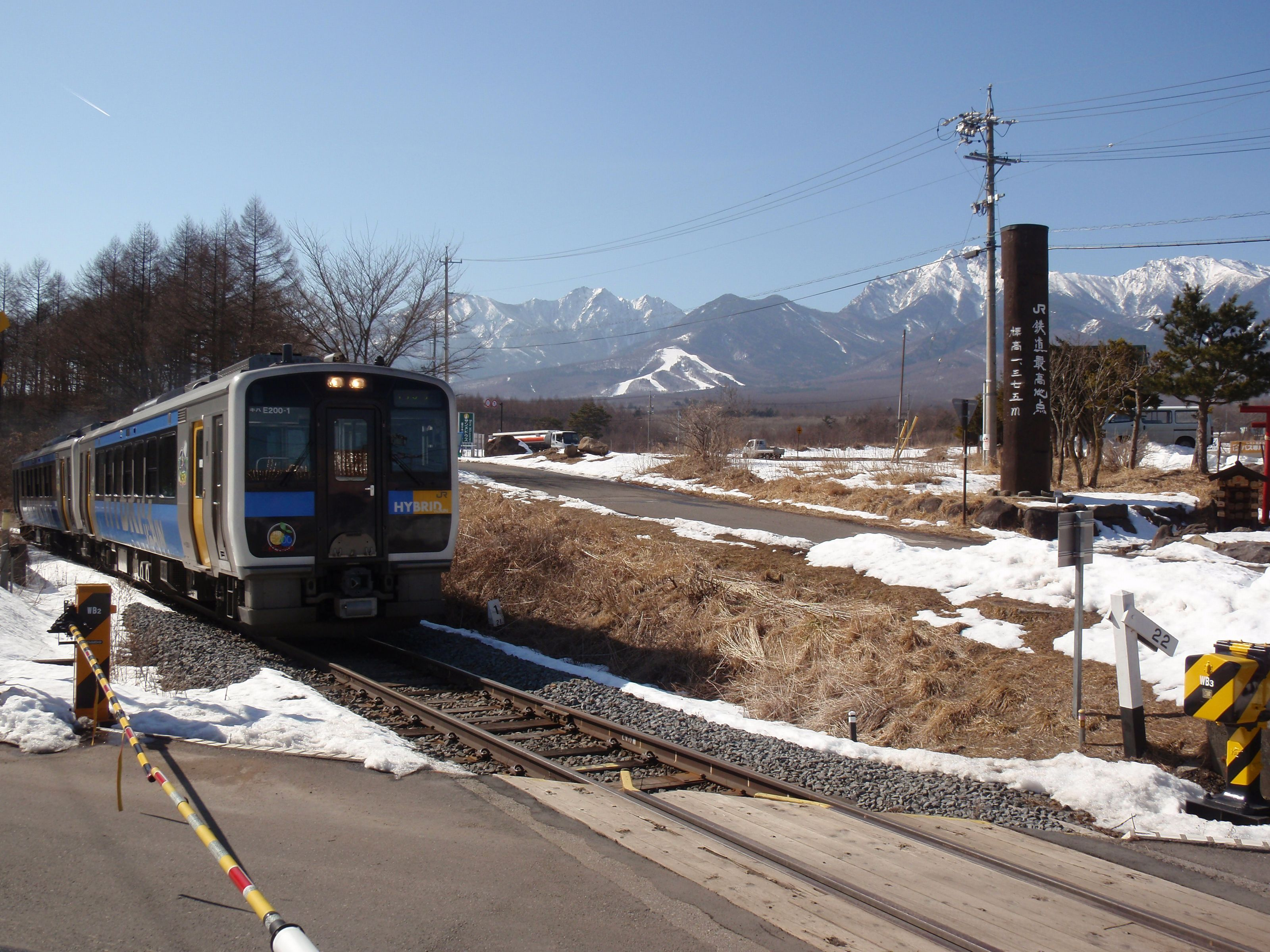
小海號駛經「JR鐵道最高地點」標牌（位於清里至野邊山路段間）。

### 環保性
動力系統方面，KiHa E200型同時搭載了設置在車身中段底盤處的柴油引擎與設置在車頂上、蓄電能力達15.2千瓦小時的鋰離子電池之組合，而實際上驅動車輪的則為鼠籠式三相電動馬達，這三者是構成這套串聯式混合動力系統的核心元件。雖然在應用上已經非常普及的柴聯車（DEMU）或柴電機車上，柴油引擎也僅被用來作為發電用途而不直接驅動車輪，但是在增加了大型蓄電池之後，整套系統的運用更具彈性。其運作模式主要分為以下四種：
- 發車狀態：E200採純電動模式，利用蓄電池中儲存的電力驅動電動馬達自靜止狀態起步，此時柴油引擎不運轉，大幅降低起步噪音。
- 加速狀態：在發車後隨著車速漸增，當需要加速或遇到急上坡狀況時，柴油引擎開始運轉驅動發電機，由發電機與蓄電池同時提供電動馬達所需的電力。
- 煞車狀態：當列車進行煞車時，柴油引擎停止運轉，與驅動輪連結的電動馬達一改作用角色變成感應式發電機，利用車輛的動能產生電力逆輸入至蓄電池中儲存。
- 停車狀態：當列車進站之後處於等候狀態時，怠速熄火功能會停止引擎的運轉，車輛上包括空調與照明等所需的電力全部由蓄電池提供。相較於一般柴電車輛需要保持引擎怠速提供設備所需的電力，引擎不需運轉的E200可以大幅降低停車等候時的噪音。

由於是JR東日本全力推廣的明星車輛，為了讓搭乘的旅客進一步瞭解E200的環保表現，除了駕駛台顯示器上的畫面之外，也在廁所附近設置了專用的液晶螢幕，以即時的方式顯示車輛的能源效率、儲電狀況等混合動力系統的相關資訊。
KiHa E200上所搭載的動力來源是一具由小松製作所所製造的SA6D140HE-2直列六缸柴油引擎（JR代號DMF15HZ），採用新式的高壓共管噴射供油（Common-rail fuel injection）設計。相較於行駛同路線的KiHa 110系列車，KiH E200在氮氧化合物（NOx）與懸浮微粒這些傳統上柴油引擎會比較嚴重的污染項目上，減少了60%的排放量。而在路線上下起伏激烈、加減速頻繁的小海線這種路線上，E200較110系在油耗上也減少了10%。另外，因為進站停車等候與起步發車時柴油引擎完全停止運轉，因此其怠機與發車噪音大幅降低20至30分貝不等，都是較傳統柴電聯車表現優越之處。

### 舒適性
根據在中央快速線上進行訪談調查時獲得的反應，JR東日本在KiHa E200上加入了許多能進一步提升乘坐舒適性的設計。由於置於鋼製車體底部的機電系統高度整合，車輛底盤大幅降低，車門入口處的台階高差由20.5公分降低至16公分，減少旅客上下車的負擔；位於博愛座（優先席）附近的扶手吊環高度下降4公分，更方便年長者與孩童使用；長椅部分的椅背寬度較110系增加2公分；另外車上的廁所也配有自動門且空間足供輪椅迴旋。

### 維修性
JR東日本利用與其他車款共用零件的設計，大幅簡化變速箱等裝置的維修備品種類數。除此之外，因為採用全電力驅動的冷暖空調系統，因此車上不再有熱水管、冷媒管這些傳統上較易發生故障或老化問題的管路零件。

## 運行
於2007年7月31日起開始在小海線上行駛的KiHa E200型，雖然也是一般的普通車班次，但為了與其他使用110系車輛行駛的車班區隔，JR東日本賦予了其「小海號」（こうみ，Koumi）的暱稱，並在前導車廂前方裝上寫有「小海」字樣的頭牌。正常班表狀態下小海號一天會有往返各四個車班，主要行駛於小諸至小海間路段，僅有一個往返班次行駛小淵澤與小諸之間的小海線全段路線。
小海號通常都是以兩輛編組的方式運行，其餘的一輛主要是作為試驗與檢查用途。
由於其在技術上的創新，鐵道友之會在2008年時以「響應環保世紀將使用混合動力技術實現的柴聯車」（環境世紀にふさわしい最新技術を用いたハイブリッド気動車の実現）的評價，將第48屆桂冠獎頒給了Kiha E200。

## 外部連結
- 車輛圖鑑 - Kiha E200型 （页面存档备份，存于）（JR東日本官方網站）（日語）
- 什麼是混合動力車？（JR東日本官方網站）（日語）